# Eye Spy
"Eye Spy" ("Olho Espião", no Brasil) é o quarto episódio da primeira temporada da série de televisão norte-americana Agents of S.H.I.E.L.D., baseada na organização S.H.I.E.L.D. (Superintendência Humana de Intervenção, Espionagem, Logística e Dissuasão, sigla em português) criada pela Marvel Comics. O episódio gira em torno do personagem Phil Coulson e sua equipe de agentes da S.H.I.E.L.D. à medida que investigam uma série de roubos de diamantes cometidos por um antigo agente da S.H.I.E.L.D.. Está situado no Universo Cinematográfico Marvel (UCM), compartilhando a continuidade com os filmes e as demais séries da franquia. O episódio foi escrito pelo produtor executivo do show Jeffrey Bell, e dirigido por Roxann Dawson.
Clark Gregg reprisa seu papel como Coulson da série de filmes e é acompanhado pelo elenco regular da série, composto por Brett Dalton, Ming-Na Wen, Chloe Bennet, Iain De Caestecker e Elizabeth Henstridge. A atriz teatral Pascale Armand faz um papel convidado como a ex-agente Akela Amador, que recebeu seu próprio tema musical do compositor Bear McCreary, composto por uma representação musical de seu nome. No geral, a música do episódio foi expandida a partir das faixas anteriores feitas na série. As filmagens do episódio aconteceram em Los Angeles, bem como um local em Estocolmo, na Suécia, para a sequência de abertura do episódio.
"Eye Spy" foi exibido originalmente pela rede ABC em 15 de outubro de 2013 e, de acordo com a Nielsen Media Research, foi assistido por 11,60 milhões de telespectadores no período de uma semana após seu lançamento. O episódio foi recebido com críticas principalmente positivas, com o desempenho de Armand sendo amplamente elogiado.

## Enredo
Em Estocolmo, na Suécia, um grupo de homens mascarados de forma idêntica, com cada um deles algemado a uma maleta, são atacados em um metrô. Todos eles são mortos, e o atacante decepa a mão de um dos cadáveres para retirar a maleta. O atacante abre a pasta e remove a caixa de diamantes que ela contém. Ao investigar o ataque, o agente Phil Coulson descobre que as pastas foram distribuídas aleatoriamente, então ninguém sabia qual delas continha os diamantes e que o atacante fez tudo com os olhos fechados. Skye, a recruta civil e estagiária da S.H.I.E.L.D, acredita que alguém dotado com percepção extrassensorial possa estar envolvido, mas Coulson e a agente Melinda May duvidam da existência de tais habilidades. Usando redes sociais, a equipe descobre que o ladrão, que esteve por trás de vários outros crimes semelhantes, é um antigo membro da S.H.I.E.L.D., a agente Akela Amador. Coulson treinou Amador, e até agora acreditava que ela estava morta.
Em Zloda, na Bielorrússia, a Amador usa os diamantes como pagamento de um cartão de dados para acessar o Edifício Todorov em Minsk. A equipe a acompanha até o local, mas Amador escapa. Skye e os agentes Leo Fitz e Jemma Simmons descobrem um canal de vídeo estranho ligado a Amador, que logo descobrem vir de uma câmera nos olhos dela, sendo a fonte de seus aparentes 'poderes'. Vendo o nome do hotel onde Amador está através do seu canal de vídeo, May começa a rastreá-la e confronta-a. Amador revela que seu olho protético contém uma falha segura, de modo que seu manipulador, que também retransmite ordens em forma de texto pelos olhos, pode matá-la se ela se recusar a completar suas missões. Os dois lutam até Coulson chegar e atordoar Amador. Skye sequestra o canal de transmissão de vídeo da Amador e o transmite através de um par de óculos que o agente Grant Ward usa, realizando a missão de Amador, enquanto agentes Fitz e Simmons removem o olho protético.
Eventualmente, Ward encontra o objetivo de Amador: um diagrama misterioso em uma sala do Edifício Todorov. Coulson tenta ir até o manipulador de Amador, mas o sujeito é morto instantaneamente pelo seu próprio olho protético. Amador é levada sob custódia pela S.H.I.E.L.D., e mesmo Coulson prometendo testemunhar por ela, ela se sente feliz por finalmente estar livre.

## Produção

### Desenvolvimento e escolha do elenco
Em setembro de 2013, a Marvel revelou que o título do quarto episódio seria "Eye Spy", e que seria escrito pelo produtor executivo Jeffrey Bell, com Roxann Dawson dirigindo o episódio. O elenco principal é composto por Clark Gregg, Ming-Na Wen, Brett Dalton, Chloe Bennet, Iain De Caestecker e Elizabeth Henstridge, que estrelam respectivamente como Phil Coulson, Melinda May, Grant Ward, Skye, Leo Fitz e Jemma Simmons. Como o resto da série, a maioria do episódio foi filmado em Los Angeles, mas a sequência de abertura foi filmada em uma localidade em Estocolmo, Suécia.
A atriz teatral Pascale Armand foi escolhida para o papel de Akela Amador uma semana após a audição e recebeu o roteiro do episódio na noite anterior à sua viagem até Los Angeles. Em preparação para o papel, Armand assistiu Marvel's The Avengers e fez aulas de ginástica. Sobre o trabalho na série, Armand disse: "A pressão é sempre para eu fazer o meu melhor trabalho, não importa o que eu faça. É apenas quem eu sou. Só comecei a ver o quão grande era este show enquanto trabalhava no set, quando fui até Estocolmo, na Suécia e voltava para casa [Nova York]. Todos estavam falando sobre o show e havia cartazes em todos os lugares anunciando isso... Foi a minha primeira vez em um set tão grande, possuindo um papel considerável."

### Música
O compositor Bear McCreary chamou seu uso expandido da orquestra no episódio como "a verdadeira estrela desta trilha sonora", e observou que, quando o produtor executivo e escritor Jeffrey Bell ouviu uma versão inicial, comparou-a com o trabalho de Bernard Hermann. McCreary destacou a abertura e a ação climática como o equilíbrio "perfeito" entre "instrumentação contemporânea e música tradicional". O episódio recebeu várias variações do tema principal da série, incluindo uma triunfante quando "Ward explodiu o caminho para fora do edifício", com trombetas e chifres franceses oferecendo "declarações crescentes"; e em uma "pequena confirmação agitada", para o qual o trompetista Malcolm McNab usou um falso silêncio que "chocalha e zumbi como nada que eu já ouvi". O tema dos agentes, introduzido pela primeira vez em "0-8-4", também foi usado "no final do episódio, [quando] Coulson e Skye encontram um momento de [paz] e relaxam... este tema sempre representa o emocional vínculo entre nossos protagonistas", e foi mais apropriado para a cena do que os temas de McCreary para Coulson e Skye. McCreary "eliminou todas as guitarras e percussões da primeira versão que ouvimos e organizamos apenas arranjos de cordas e alguns sopros".
Para o episódio, McCreary compôs um tema para o personagem de Akela Amador, uma representação musical de seu nome com as notas organizadas "para que as sílabas em seu nome aterrem com a ênfase certa. A melodia basicamente sugere que você cante junto com o nome dela... Também coloquei dois dos A e D no nome de Akela Amador nessas notas exatas... Começando com essa associação com o nome dela foi uma maneira divertida de iniciar meu processo criativo e também produziu uma melodia maleável que poderia ser adaptado às minhas necessidades ao longo do episódio". O tema é inicialmente usado com cordas baixas de bronze para um som ominoso, ou mesmo mal, mas quando "se reúne com Coulson para uma conversa emocional, as cordas repetem seu tema em declarações tortuosas e circulares, acrescentando angústia e desgosto".

## Lançamento

### Transmissão
"Eye Spy" foi exibido originalmente nos Estados Unidos na rede ABC em 15 de outubro de 2013. A transmissão americana ocorreu simultaneamente com a do Canadá pela CTV, enquanto a primeira exibição do episódio no Reino Unido aconteceu no Channel 4 em 18 de outubro de 2013. Na Austrália, o episódio estreou pela Seven Network em 16 de outubro de 2013.

### Marketing
"Eye Spy" foi exibido no início da New York Comic Con em 12 de outubro de 2013.

### Home media
O episódio, juntamente com os demais da primeira temporada de Agents of S.H.I.E.L.D., foi lançado em DVD e Blu-ray em 9 de setembro de 2014. Os recursos de bônus incluem vídeos especiais gravados nos bastidores, comentários de áudio, cenas excluídas entre outros. O conteúdo foi lançado na Região 2 em 20 de outubro e na Região 4 em 11 de novembro de 2014. Em 20 de novembro de 2014, o episódio ficou disponível para transmissão no Netflix.

## Recepção

### Audiência
Nos Estados Unidos, o episódio recebeu um índice de 2.8/8 porcento de adultos com idades compreendidas entre os 18 e os 49, o que significa que foi visto por 2.8 porcento de todas as residências familiares e 8 porcento de todos que estavam vendo televisão no momento da transmissão. Foi assistido por 7,85 milhões de telespectadores. A transmissão canadense ganhou uma audiência de 1,78 milhões de telespectadores, o terceiro mais alto desse dia e o décimo primeiro maior da semana. A estreia no Reino Unido teve 2,38 milhões de telespectadores e na Austrália a estreia ganhou 1,05 milhões de telespectadores, incluindo 0,9 milhões de telespectadores que gravaram o show. Dentro de uma semana após seu lançamento, o episódio foi assistido por 11,60 milhões de telespectadores dos Estados Unidos; número acima da média da temporada que ficou definida em 8.31.

### Resposta da crítica
Oliver Sava do The A.V. Club avaliou o episódio com um "B +", sentindo que a série estava "ficando melhor a cada novo episódio, e agora que foi renovada para uma temporada completa, estou realmente entusiasmado para ver até onde o show irá daqui". "Eye Spye" é um grande passo na direção certa, aprofundando ainda mais a história desses personagens e construindo bases para histórias futuras. S.H.I.E.L.D. não precisa de super-heróis para ser uma série de TV cativante, e fazer com que os elementos humanos sejam desenvolvidos é a melhor maneira de garantir o sucesso do show". Ele sentiu que Armand "fez um trabalho impressionante representando o impacto mental da experiência de Akela, e sua intensidade no início do episódio foi crucial para o momento final, quando ela está em sua cela da prisão, e finalmente em paz depois de anos de tormento". Eric Goldman da IGN avaliou o episódio com 7.9 de 10, elogiando os "elementos mais sombrios e mais dramáticos" do episódio, a luta entre Akela e May e o enredo de Ward, ressaltando que "alguns espectadores notaram que [Ward] estava maçante. Na verdade, desfrutava muito do material de Ward em "Pilot", e esse episódio foi um holofote especialmente interessante para ele... Ward conseguiu alguns picos de ação agradáveis ao longo do caminho e um dos momentos mais divertidos do episódio". No entanto, ele criticou o fato de que metade dos membros da equipe não estão prontos para combate, afirmando que "3 dos 6 membros da equipe que não estão preparados para combater 2 já é demais".
Will Salmon do SFX avaliou o episódio com 3.5 estrelas de 5, declarando que "O 'agente que só vai mal' é um tropo maldito, mas que funciona, em grande parte por causa da forte e discreta performance de Pascale Armand" e elogiou a sequência de abertura como sendo "maravilhosamente misteriosa", comparando-a positivamente com Doctor Who e Os Vingadores. Graeme Virtue do The Guardian elogiou as participações convidadas com mais foco para o episódio, dizendo que "é mais fácil torcer por vigilantes sombrios do que para uma grande e militarizada organização do tipo Big Brother como a S.H.I.E.L.D.", bem como a história de Grant Ward, mas criticou a trilha sonora do episódio feita por Bear McCreary, chamando-a de "plano de fundo". Marc Bernardin, escrevendo para o The Hollywood Reporter, elogiou o episódio por demonstrar um ambiente familiar muito mais realista (em comparação com os episódios anteriores), repleto de tensão, bem como a personagem Akela Amador e o fato de que "o agente Coulson estava no centro da ação, onde ele pertence". James Hunt do Den of Geek's afirmou que "Agents of S.H.I.E.L.D. está definitivamente melhorando e que é a principal coisa que deve ser entendida nesse episódio. A essa altura realmente deveria ser bastante bom (ao invés de perdoá-la na média) no Natal. Espero que os espectadores durem por muito tempo". Jim Steranko, conhecido pelo seu trabalho em Nick Fury, Agent of S.H.I.E.L.D., sentiu que o episódio "teve uma coesão geral que não antes não estava em evidência", mas criticou-o como não ambicioso, observando que "despojando o conceito da Marvel para seu visual mínimo faz pouco sentido".